# Hereford Football Club
O Hereford Football Club é um clube de futebol da Inglaterra localizado em Hereford. Foram fundados em 2014 como um novo clube para o então falido Hereford United e herdaram seu estádio Edgar Street . Atualmente o clube se encontra na Sexta Divisão Inglesa, conhecida como Vanarama National League North. Eles são apelidados de "Os Brancos" pelo uso de seu uniforme predominantemente branco, ou "The Bulls" pela raça de gado Hereford, e seu lema é "Nossa maior glória não está em nunca ter caído, mas em subir quando caímos". O clube é afiliado à Associação de Futebol do Condado de Herefordshire.
1. ↑  «HEREFORD FOOTBALL CLUB». Consultado em 13 de maio de 2019